# Rebiya Kadeer
| Uigurische Bezeichnung          | Uigurische Bezeichnung      |
| ------------------------------- | --------------------------- |
| Arabisch-Persisch (Kona Yeziⱪ): | ﺭﺍﺑﯩﻴﻪ ﻗﺎﺩﯨﺮ                |
| Lateinisch (Yengi Yeziⱪ):       | Rabiyə K̡adir                |
| Kyrillisch (Sowjetunion):       | Рабийә Қадир                |
| Aussprache in IPA:              | [rabijɛ qadir]              |
| andere Schreibweisen:           | Rebiya Kadeer, Rabiye Qadir |
| Chinesische Bezeichnung         |                             |
| Kurzzeichen:                    | 热比娅•卡德尔               |
| Langzeichen:                    | 熱比婭•卡德爾               |
| Umschrift in Pinyin:            | Rèbǐyǎ Kǎdé’ěr              |

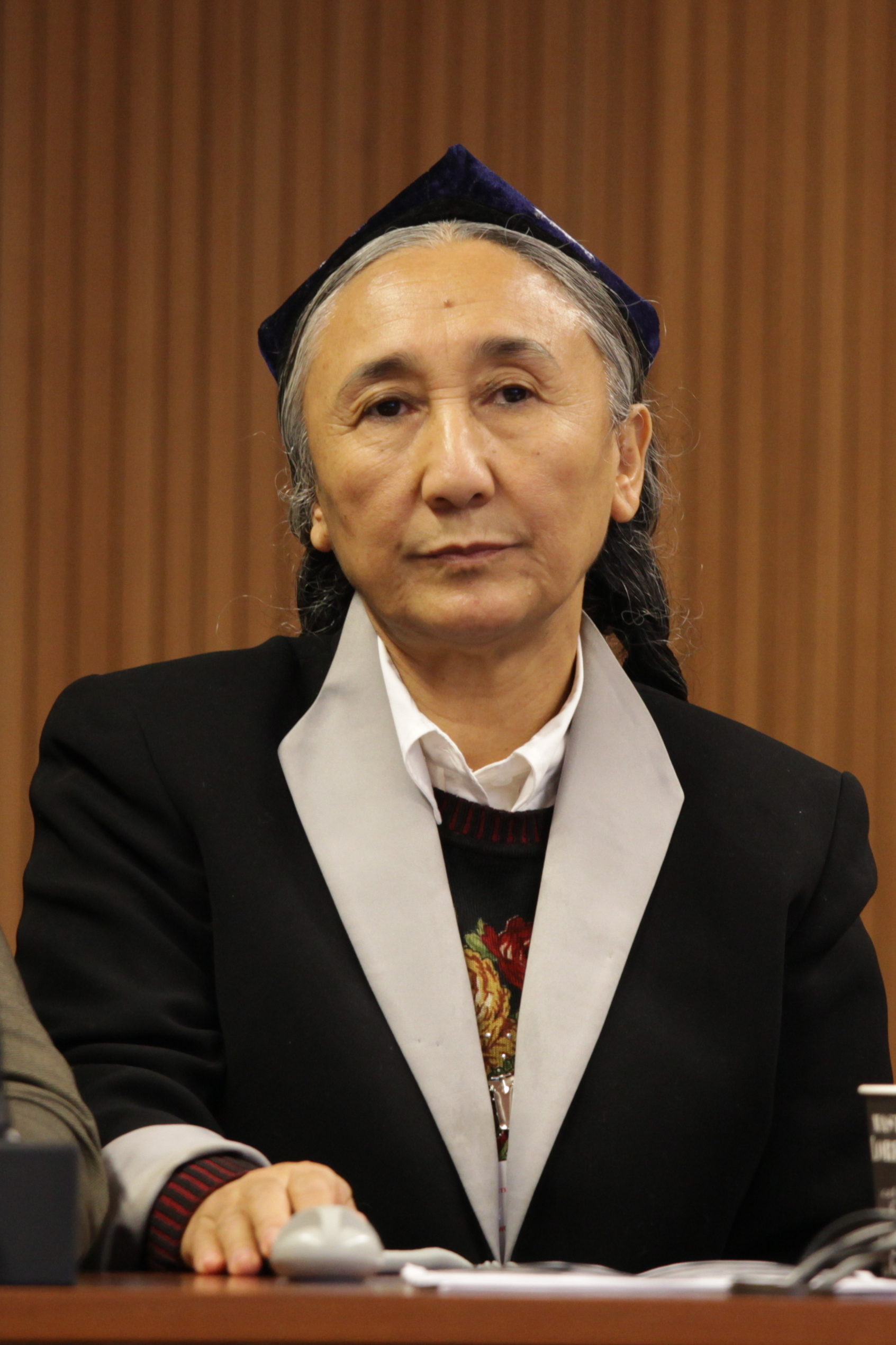
Rebiya Kadeer (2011)

Rebiya Kadeer (* 15. Juli 1948 im Altaigebirge, Xinjiang, Republik China) ist eine uigurische Menschenrechtsaktivistin und ehemalige Präsidentin des Weltkongresses der Uiguren (WUC). Sie setzt sich für die Rechte der Uiguren in der Volksrepublik China ein, die vor allem im Autonomen Gebiet Xinjiang leben. Sie ist bemüht, die internationale Meinung zugunsten der uigurischen Minderheit zu beeinflussen, und findet damit insbesondere in den USA und der westlichen Welt Gehör.

## Biographie
Nach der Scheidung von ihrem ersten Mann machte sich die 27-jährige sechsfache Mutter im Textilhandel unternehmerisch selbständig. Sie hatte damit so viel Erfolg, dass ihr am Ende zwei Kaufhäuser in Ürümqi gehörten.
1978 heiratete sie den ehemaligen uigurischen Widerstandskämpfer Sidik Rouzi und hat mit ihm drei weitere Kinder und zwei Adoptivkinder. Sie wurde zur Vorsitzenden der Handelskammer von Xinjiang und 1992 in die politische Konsultativkonferenz des chinesischen Volkes gewählt. Bald darauf wurde sie als Verfechterin von Frauenrechten aktiv und gehörte der Delegation der chinesischen Regierung an, die 1995 an der Weltfrauenkonferenz der Vereinten Nationen in Peking teilnahm.
Kadeer hielt 1997 eine Rede vor der politischen Konsultativkonferenz des chinesischen Volkes, in der sie die Politik der chinesischen Regierung im autonomen Gebiet Xinjiang scharf verurteilte. Kurz darauf wurde sie aus dem Volkskongress ausgeschlossen. Ebenfalls 1997 gründete sie die „Tausend-Mütter-Bewegung“, um die Rechte von Frauen und ihre wirtschaftlichen Betätigungsmöglichkeiten zu fördern.
Im Jahre 1999 verurteilte man sie wegen Weiterverbreitung von Staatsgeheimnissen zu acht Jahren Gefängnis – sie hatte amerikanischen Abgeordneten Zeitungsartikel für ihren Mann übergeben, die zu diesem Zeitpunkt jedoch schon längst erschienen waren. Am 17. März 2005 wurde sie auf internationalen Druck hin vorzeitig entlassen. Kadeer folgte ihrem Mann daraufhin ins Exil, entging wenig später einem Anschlag (Januar 2006) und lebt heute in den USA. Fünf ihrer Kinder werden weiterhin in China festgehalten und verfolgt. 2004 erhielt sie den norwegischen Menschenrechtspreis Thorolf-Rafto-Gedenkpreis. China begründet die Repressionsmaßnahmen mit dem Kampf gegen  „Separatismus, Terrorismus und religiösen Fanatismus“.
Im November 2006 wählte man sie in München zur Präsidentin des Weltkongress der Uiguren, sie lebt jedoch weiterhin im US-amerikanischen Exil. Im November 2017 wurde sie durch Dolkun Isa abgelöst.